# Sipha uvarovi
Sipha uvarovi är en insektsart som beskrevs av Alexandre Mordvilko 1921. Sipha uvarovi ingår i släktet Sipha och familjen långrörsbladlöss. Inga underarter finns listade i Catalogue of Life.